# Distrito de Písek
El distrito de Písek es uno de los siete distritos que forman la región de Bohemia Meridional, República Checa, con una población estimada a principio del año 2018 de 71 067 habitantes. Se encuentra ubicado al suroeste del país, al sur de Praga, cerca de la frontera con Alemania y Austria. Su capital es la ciudad de Písek.

## Localidades (población año 2018)
- Albrechtice nad Vltavou 876
- Bernartice 1295
- Borovany 209
- Boudy 188
- Božetice 367
- Branice 299
- Cerhonice 146
- Chyšky 1066
- Čimelice 965
- Čížová 1224
- Dobev 903
- Dolní Novosedly 221
- Drhovle 562
- Heřmaň 278
- Horosedly 136
- Hrazany 282
- Hrejkovice 463
- Jetětice 306
- Jickovice 128
- Kestřany 696
- Kluky 622
- Kostelec nad Vltavou395
- Kovářov 1442
- Kožlí 54
- Králova Lhota 207
- Křenovice 165
- Křižanov 103
- Kučeř 184
- Květov 123
- Lety 268
- Milevsko 8380
- Minice 35
- Mirotice 1231
- Mirovice 1595
- Mišovice 251
- Myslín 106
- Nerestce 106
- Nevězice 142
- Okrouhlá 65
- Olešná 118
- Orlík nad Vltavou 287
- Osek 146
- Oslov 342
- Ostrovec 382
- Paseky 176
- Písek 30 119
- Podolí I 366
- Přeborov 140
- Předotice 552
- Přeštěnice 282
- Probulov 66
- Protivín 4870
- Putim 515
- Rakovice 215
- Ražice 379
- Sepekov 1325
- Skály 267
- Slabčice 357
- Smetanova Lhota 294
- Stehlovice 98
- Tálín 173
- Temešvár 125
- Varvažov 190
- Veselíčko 215
- Vlastec 214
- Vlksice 150
- Vojníkov 83
- Vráž 313
- Vrcovice 172
- Záhoří 803
- Zbelítov 340
- Zběšičky 150
- Žďár 260
- Zhoř 298
- Zvíkovské Podhradí 201